# Meike van Driel
Meike van Driel (Voorburg, 12 juli 1972), is een voormalige Nederlandse roeister. Ze vertegenwoordigde Nederland bij verschillende grote internationale wedstrijden. Eenmaal nam ze deel aan de Olympische Spelen, maar won bij die gelegenheid geen medaille.

## Levensloop
In 1995 won ze bij de wereldkampioenschappen roeien in Tampere een bronzen medaille. Een jaar later maakte ze haar olympische debuut bij de Olympische Spelen van 1996 in Atlanta op het onderdeel dubbel-vier. Ze plaatste zich voor de finale, waar ze zich met 6.35,54 tevreden moest stellen met een zesde plaats.
In haar actieve tijd was ze aangesloten bij A.U.S.R. Orca. Van beroep was ze pottenbakker.

## Palmares

### roeien (dubbel-vier)
- 1996: 6e OS in Atlanta - 6.35,54
- 1997: 6e Wereldbeker I in München - 7.37,09
- 1997: 7e Wereldbeker III in Luzern - 6.30,55
- 1997: 7e WK in Aiguebelette - 6.48,37

### roeien (acht met stuurvrouw)
- 1995: 1e wereldbeker in Luzern
- 1995:  WK in Tampere - 6.54,25

Irene Eijs · 
Meike van Driel · 
Nelleke Penninx · 
Eeke van Nes